# Ema Derossi-Bjelajac
Ema Derossi-Bjelajac (Štrmac, 3. svibnja 1926. – Zagreb, 20. lipnja 2020.) bila je hrvatska političarka i visoka stranačka dužnosnica u doba socijalističke Jugoslavije.
Obnašala je više visokih političkih dužnosti u SR Hrvatskoj, od kojih je najznačajnija:
- predsjednica Predsjedništva SRH, od 20. studenoga 1985. do 10. svibnja 1986.

Godine 1953. bila je glavna urednica pulskog dnevnika Glasa Istre, naslijedivši na tom mjestu Šanta Kranjca. Naslijedio ju je Mario Hrelja.
Magistrirala je na Pravnom fakultetu u Zagrebu 1965. godine. Ema Derossi-Bjelajac više je godina u svojstvu predsjednice bila na čelu ugledne istarske kulturne organizacije Čakavski sabor.